# Orsa kommun
Orsa kommun ligger i det svenske län Dalarnas län i Dalarna ved søen Orsasjön. Kommunens administrationscenter ligger i byen Orsa.
I det 17. århundrede indvandrede mange fra Finland, og bosatte sig i de store tyndtbefolkede skove, i området der nu kaldes Orsa Finnmark.
Orsa Grönklitt er et stort fritidsanlæg i Orsa kommun, med blandt andet dyreparken Orsa Björnpark.

## Byer og landsbyer
I kommunen ligger ud over hovedbyen landsbyerne:
- Skattungbyn
- Östra Stackmora
- Slättberg
- Maggås
- Västra Stackmora
- Åberga